# Eleições parlamentares europeias de 1987 nos Açores
| Eleições parlamentares europeias de 1987 Distritos: Aveiro \| Beja \| Braga \| Bragança \| Castelo Branco \| Coimbra \| Évora \| Faro \| Guarda \| Leiria \| Lisboa \| Portalegre \| Porto \| Santarém \| Setúbal \| Viana do Castelo \| Vila Real \| Viseu \| Açores \| Madeira \| Estrangeiro |

## Resultados por concelho
Os resultados nos concelhos do Região Autónoma dos Açores foram os seguintes:

### Angra do Heroísmo
| Partido                 | Partido                        | Votos  | %               |
| ----------------------- | ------------------------------ | ------ | --------------- |
|                         | Partido Social Democrata       | 7 958  | 49,82 / 100,00  |
|                         | Partido Socialista             | 4 362  | 27,31 / 100,00  |
|                         | Centro Democrático Social      | 1 776  | 11,12 / 100,00  |
|                         | Partido Popular Monárquico     | 411    | 2,57 / 100,00   |
|                         | Partido Renovador Democrático  | 405    | 2,54 / 100,00   |
|                         | Coligação Democrática Unitária | 288    | 1,80 / 100,00   |
|                         | Outros (com menos de 1,00%)    | 430    | 2,70 / 100,00   |
| Votos Inválidos         | Votos Inválidos                | 344    | 2,15 / 100,00   |
| Total                   | Total                          | 15 974 | 100,00 / 100,00 |
| Eleitorado/Participação | Eleitorado/Participação        | 28 519 | 56,01 / 100,00  |

### Calheta
| Partido                 | Partido                      | Votos | %               |
| ----------------------- | ---------------------------- | ----- | --------------- |
|                         | Partido Social Democrata     | 1 661 | 73,27 / 100,00  |
|                         | Centro Democrático Social    | 357   | 15,75 / 100,00  |
|                         | Partido Socialista           | 109   | 4,81 / 100,00   |
|                         | Partido da Democracia Cristã | 40    | 1,76 / 100,00   |
|                         | Outros (com menos de 1,00%)  | 45    | 1,97 / 100,00   |
| Votos Inválidos         | Votos Inválidos              | 55    | 2,43 / 100,00   |
| Total                   | Total                        | 2 267 | 100,00 / 100,00 |
| Eleitorado/Participação | Eleitorado/Participação      | 3 533 | 64,17 / 100,00  |

### Corvo
| Partido                 | Partido                        | Votos | %               |
| ----------------------- | ------------------------------ | ----- | --------------- |
|                         | Partido Social Democrata       | 90    | 47,37 / 100,00  |
|                         | Partido Socialista             | 50    | 26,32 / 100,00  |
|                         | Coligação Democrática Unitária | 16    | 8,42 / 100,00   |
|                         | Partido Popular Monárquico     | 7     | 3,68 / 100,00   |
|                         | Centro Democrático Social      | 4     | 2,11 / 100,00   |
|                         | Partido Renovador Democrático  | 3     | 1,58 / 100,00   |
|                         | Partido da Democracia Cristã   | 2     | 1,05 / 100,00   |
|                         | Outros (com menos de 1,00%)    | 1     | 0,53 / 100,00   |
| Votos Inválidos         | Votos Inválidos                | 17    | 8,95 / 100,00   |
| Total                   | Total                          | 190   | 100,00 / 100,00 |
| Eleitorado/Participação | Eleitorado/Participação        | 284   | 66,90 / 100,00  |

### Horta
| Partido                 | Partido                        | Votos  | %               |
| ----------------------- | ------------------------------ | ------ | --------------- |
|                         | Partido Social Democrata       | 4 154  | 58,15 / 100,00  |
|                         | Partido Socialista             | 1 696  | 23,74 / 100,00  |
|                         | Centro Democrático Social      | 562    | 7,87 / 100,00   |
|                         | Coligação Democrática Unitária | 222    | 3,11 / 100,00   |
|                         | Partido Renovador Democrático  | 140    | 1,96 / 100,00   |
|                         | Partido Popular Monárquico     | 85     | 1,19 / 100,00   |
|                         | Outros (com menos de 1,00%)    | 147    | 2,05 / 100,00   |
| Votos Inválidos         | Votos Inválidos                | 138    | 1,93 / 100,00   |
| Total                   | Total                          | 7 144  | 100,00 / 100,00 |
| Eleitorado/Participação | Eleitorado/Participação        | 11 225 | 63,64 / 100,00  |

### Lagoa
| Partido                 | Partido                        | Votos | %               |
| ----------------------- | ------------------------------ | ----- | --------------- |
|                         | Partido Social Democrata       | 2 360 | 65,27 / 100,00  |
|                         | Partido Socialista             | 540   | 14,93 / 100,00  |
|                         | Centro Democrático Social      | 250   | 6,91 / 100,00   |
|                         | Partido Renovador Democrático  | 91    | 2,52 / 100,00   |
|                         | Coligação Democrática Unitária | 84    | 2,32 / 100,00   |
|                         | Partido Popular Monárquico     | 63    | 1,74 / 100,00   |
|                         | Outros (com menos de 1,00%)    | 115   | 3,17 / 100,00   |
| Votos Inválidos         | Votos Inválidos                | 113   | 3,13 / 100,00   |
| Total                   | Total                          | 3 616 | 100,00 / 100,00 |
| Eleitorado/Participação | Eleitorado/Participação        | 7 517 | 48,10 / 100,00  |

### Lajes das Flores
| Partido                 | Partido                        | Votos | %               |
| ----------------------- | ------------------------------ | ----- | --------------- |
|                         | Partido Social Democrata       | 461   | 56,22 / 100,00  |
|                         | Partido Socialista             | 148   | 18,05 / 100,00  |
|                         | Coligação Democrática Unitária | 65    | 7,93 / 100,00   |
|                         | Centro Democrático Social      | 58    | 7,07 / 100,00   |
|                         | Partido Renovador Democrático  | 33    | 4,02 / 100,00   |
|                         | Outros (com menos de 1,00%)    | 23    | 2,80 / 100,00   |
| Votos Inválidos         | Votos Inválidos                | 32    | 3,90 / 100,00   |
| Total                   | Total                          | 820   | 100,00 / 100,00 |
| Eleitorado/Participação | Eleitorado/Participação        | 1 426 | 57,50 / 100,00  |

### Lajes do Pico
| Partido                 | Partido                       | Votos | %               |
| ----------------------- | ----------------------------- | ----- | --------------- |
|                         | Partido Social Democrata      | 1 395 | 56,57 / 100,00  |
|                         | Partido Socialista            | 776   | 31,47 / 100,00  |
|                         | Centro Democrático Social     | 169   | 6,85 / 100,00   |
|                         | Partido Renovador Democrático | 25    | 1,01 / 100,00   |
|                         | Outros (com menos de 1,00%)   | 69    | 2,78 / 100,00   |
| Votos Inválidos         | Votos Inválidos               | 32    | 1,30 / 100,00   |
| Total                   | Total                         | 2 466 | 100,00 / 100,00 |
| Eleitorado/Participação | Eleitorado/Participação       | 4 467 | 55,20 / 100,00  |

### Madalena
| Partido                 | Partido                        | Votos | %               |
| ----------------------- | ------------------------------ | ----- | --------------- |
|                         | Partido Social Democrata       | 1 733 | 59,82 / 100,00  |
|                         | Partido Socialista             | 694   | 23,96 / 100,00  |
|                         | Centro Democrático Social      | 227   | 7,84 / 100,00   |
|                         | Coligação Democrática Unitária | 53    | 1,83 / 100,00   |
|                         | Partido Renovador Democrático  | 39    | 1,35 / 100,00   |
|                         | Outros (com menos de 1,00%)    | 79    | 2,71 / 100,00   |
| Votos Inválidos         | Votos Inválidos                | 72    | 2,49 / 100,00   |
| Total                   | Total                          | 2 897 | 100,00 / 100,00 |
| Eleitorado/Participação | Eleitorado/Participação        | 4 530 | 63,95 / 100,00  |

### Nordeste
| Partido                 | Partido                        | Votos | %               |
| ----------------------- | ------------------------------ | ----- | --------------- |
|                         | Partido Social Democrata       | 1 740 | 61,70 / 100,00  |
|                         | Partido Socialista             | 492   | 17,45 / 100,00  |
|                         | Centro Democrático Social      | 234   | 8,30 / 100,00   |
|                         | Coligação Democrática Unitária | 80    | 2,84 / 100,00   |
|                         | Partido Renovador Democrático  | 53    | 1,88 / 100,00   |
|                         | Partido da Democracia Cristã   | 34    | 1,21 / 100,00   |
|                         | Outros (com menos de 1,00%)    | 67    | 2,37 / 100,00   |
| Votos Inválidos         | Votos Inválidos                | 120   | 4,26 / 100,00   |
| Total                   | Total                          | 2 820 | 100,00 / 100,00 |
| Eleitorado/Participação | Eleitorado/Participação        | 4 754 | 59,32 / 100,00  |

### Ponta Delgada
| Partido                 | Partido                        | Votos  | %               |
| ----------------------- | ------------------------------ | ------ | --------------- |
|                         | Partido Social Democrata       | 12 956 | 57,62 / 100,00  |
|                         | Partido Socialista             | 3 405  | 15,14 / 100,00  |
|                         | Centro Democrático Social      | 2 341  | 10,41 / 100,00  |
|                         | Partido Renovador Democrático  | 1 068  | 4,75 / 100,00   |
|                         | Partido Popular Monárquico     | 876    | 3,90 / 100,00   |
|                         | Coligação Democrática Unitária | 598    | 2,66 / 100,00   |
|                         | Outros (com menos de 1,00%)    | 696    | 3,08 / 100,00   |
| Votos Inválidos         | Votos Inválidos                | 545    | 2,42 / 100,00   |
| Total                   | Total                          | 22 485 | 100,00 / 100,00 |
| Eleitorado/Participação | Eleitorado/Participação        | 44 236 | 50,83 / 100,00  |

### Povoação
| Partido                 | Partido                        | Votos | %               |
| ----------------------- | ------------------------------ | ----- | --------------- |
|                         | Partido Social Democrata       | 2 135 | 66,99 / 100,00  |
|                         | Partido Socialista             | 415   | 13,02 / 100,00  |
|                         | Centro Democrático Social      | 291   | 9,13 / 100,00   |
|                         | Partido Renovador Democrático  | 61    | 1,91 / 100,00   |
|                         | Coligação Democrática Unitária | 56    | 1,76 / 100,00   |
|                         | Partido da Democracia Cristã   | 38    | 1,19 / 100,00   |
|                         | Outros (com menos de 1,00%)    | 76    | 2,39 / 100,00   |
| Votos Inválidos         | Votos Inválidos                | 115   | 3,61 / 100,00   |
| Total                   | Total                          | 3 187 | 100,00 / 100,00 |
| Eleitorado/Participação | Eleitorado/Participação        | 5 905 | 53,97 / 100,00  |

### Praia da Vitória
| Partido                 | Partido                        | Votos  | %               |
| ----------------------- | ------------------------------ | ------ | --------------- |
|                         | Partido Social Democrata       | 5 307  | 60,09 / 100,00  |
|                         | Partido Socialista             | 2 137  | 24,20 / 100,00  |
|                         | Centro Democrático Social      | 740    | 8,38 / 100,00   |
|                         | Partido Popular Monárquico     | 116    | 1,31 / 100,00   |
|                         | Coligação Democrática Unitária | 109    | 1,23 / 100,00   |
|                         | Outros (com menos de 1,00%)    | 274    | 3,11 / 100,00   |
| Votos Inválidos         | Votos Inválidos                | 149    | 1,69 / 100,00   |
| Total                   | Total                          | 8 832  | 100,00 / 100,00 |
| Eleitorado/Participação | Eleitorado/Participação        | 16 035 | 55,08 / 100,00  |

### Ribeira Grande
| Partido                 | Partido                        | Votos  | %               |
| ----------------------- | ------------------------------ | ------ | --------------- |
|                         | Partido Social Democrata       | 5 539  | 63,54 / 100,00  |
|                         | Partido Socialista             | 1 435  | 16,46 / 100,00  |
|                         | Centro Democrático Social      | 606    | 6,95 / 100,00   |
|                         | Partido Renovador Democrático  | 253    | 2,90 / 100,00   |
|                         | Coligação Democrática Unitária | 164    | 1,88 / 100,00   |
|                         | Partido da Democracia Cristã   | 127    | 1,46 / 100,00   |
|                         | Outros (com menos de 1,00%)    | 234    | 2,69 / 100,00   |
| Votos Inválidos         | Votos Inválidos                | 360    | 4,13 / 100,00   |
| Total                   | Total                          | 8 718  | 100,00 / 100,00 |
| Eleitorado/Participação | Eleitorado/Participação        | 17 734 | 49,16 / 100,00  |

### Santa Cruz da Graciosa
| Partido                 | Partido                       | Votos | %               |
| ----------------------- | ----------------------------- | ----- | --------------- |
|                         | Partido Social Democrata      | 1 588 | 70,70 / 100,00  |
|                         | Partido Socialista            | 444   | 19,77 / 100,00  |
|                         | Centro Democrático Social     | 41    | 1,83 / 100,00   |
|                         | Partido da Democracia Cristã  | 30    | 1,34 / 100,00   |
|                         | Partido Renovador Democrático | 29    | 1,29 / 100,00   |
|                         | Outros (com menos de 1,00%)   | 50    | 2,23 / 100,00   |
| Votos Inválidos         | Votos Inválidos               | 64    | 2,85 / 100,00   |
| Total                   | Total                         | 2 246 | 100,00 / 100,00 |
| Eleitorado/Participação | Eleitorado/Participação       | 4 417 | 50,85 / 100,00  |

### Santa Cruz das Flores
| Partido                 | Partido                        | Votos | %               |
| ----------------------- | ------------------------------ | ----- | --------------- |
|                         | Partido Social Democrata       | 617   | 54,99 / 100,00  |
|                         | Partido Socialista             | 176   | 15,69 / 100,00  |
|                         | Centro Democrático Social      | 134   | 11,94 / 100,00  |
|                         | Coligação Democrática Unitária | 93    | 8,29 / 100,00   |
|                         | Partido Renovador Democrático  | 14    | 1,25 / 100,00   |
|                         | Partido Popular Monárquico     | 14    | 1,25 / 100,00   |
|                         | Partido da Democracia Cristã   | 13    | 1,16 / 100,00   |
|                         | Outros (com menos de 1,00%)    | 26    | 2,33 / 100,00   |
| Votos Inválidos         | Votos Inválidos                | 35    | 3,12 / 100,00   |
| Total                   | Total                          | 1 122 | 100,00 / 100,00 |
| Eleitorado/Participação | Eleitorado/Participação        | 1 959 | 57,27 / 100,00  |

### São Roque do Pico
| Partido                 | Partido                        | Votos | %               |
| ----------------------- | ------------------------------ | ----- | --------------- |
|                         | Partido Social Democrata       | 1 009 | 56,88 / 100,00  |
|                         | Partido Socialista             | 458   | 25,82 / 100,00  |
|                         | Centro Democrático Social      | 107   | 6,03 / 100,00   |
|                         | Partido Renovador Democrático  | 69    | 3,89 / 100,00   |
|                         | Coligação Democrática Unitária | 46    | 2,59 / 100,00   |
|                         | Outros (com menos de 1,00%)    | 52    | 2,93 / 100,00   |
| Votos Inválidos         | Votos Inválidos                | 33    | 1,86 / 100,00   |
| Total                   | Total                          | 1 774 | 100,00 / 100,00 |
| Eleitorado/Participação | Eleitorado/Participação        | 2 795 | 63,47 / 100,00  |

### Velas
| Partido                 | Partido                        | Votos | %               |
| ----------------------- | ------------------------------ | ----- | --------------- |
|                         | Partido Social Democrata       | 1 829 | 66,05 / 100,00  |
|                         | Centro Democrático Social      | 524   | 18,92 / 100,00  |
|                         | Partido Socialista             | 221   | 7,98 / 100,00   |
|                         | Partido Popular Monárquico     | 32    | 1,16 / 100,00   |
|                         | Coligação Democrática Unitária | 29    | 1,05 / 100,00   |
|                         | Partido Renovador Democrático  | 29    | 1,05 / 100,00   |
|                         | Outros (com menos de 1,00%)    | 52    | 1,88 / 100,00   |
| Votos Inválidos         | Votos Inválidos                | 53    | 1,91 / 100,00   |
| Total                   | Total                          | 2 769 | 100,00 / 100,00 |
| Eleitorado/Participação | Eleitorado/Participação        | 4 397 | 62,97 / 100,00  |

### Vila Franca do Campo
| Partido                 | Partido                        | Votos | %               |
| ----------------------- | ------------------------------ | ----- | --------------- |
|                         | Partido Social Democrata       | 2 633 | 69,44 / 100,00  |
|                         | Partido Socialista             | 469   | 12,37 / 100,00  |
|                         | Centro Democrático Social      | 207   | 5,46 / 100,00   |
|                         | Partido Renovador Democrático  | 127   | 3,35 / 100,00   |
|                         | Coligação Democrática Unitária | 78    | 2,06 / 100,00   |
|                         | Partido da Democracia Cristã   | 47    | 1,24 / 100,00   |
|                         | Partido Popular Monárquico     | 38    | 1,00 / 100,00   |
|                         | Outros (com menos de 1,00%)    | 65    | 1,71 / 100,00   |
| Votos Inválidos         | Votos Inválidos                | 128   | 3,38 / 100,00   |
| Total                   | Total                          | 3 792 | 100,00 / 100,00 |
| Eleitorado/Participação | Eleitorado/Participação        | 7 799 | 48,62 / 100,00  |

### Vila do Porto
| Partido                 | Partido                        | Votos | %               |
| ----------------------- | ------------------------------ | ----- | --------------- |
|                         | Partido Social Democrata       | 1 136 | 55,44 / 100,00  |
|                         | Partido Socialista             | 477   | 23,28 / 100,00  |
|                         | Centro Democrático Social      | 182   | 8,88 / 100,00   |
|                         | Partido Popular Monárquico     | 56    | 2,73 / 100,00   |
|                         | Partido Renovador Democrático  | 50    | 2,44 / 100,00   |
|                         | Coligação Democrática Unitária | 33    | 1,61 / 100,00   |
|                         | Partido da Democracia Cristã   | 28    | 1,37 / 100,00   |
|                         | Outros (com menos de 1,00%)    | 36    | 1,75 / 100,00   |
| Votos Inválidos         | Votos Inválidos                | 51    | 2,49 / 100,00   |
| Total                   | Total                          | 2 049 | 100,00 / 100,00 |
| Eleitorado/Participação | Eleitorado/Participação        | 4 531 | 45,22 / 100,00  |